# توتو ساویو
توتو ساویو (ایتالیایی: Totò Savio؛ ‏ ۱۸ نوامبر ۱۹۳۷ – ۲۵ ژوئیهٔ ۲۰۰۴) آهنگساز، ترانه‌سرا و تهیه‌کننده موسیقی اهل ایتالیا بود.
از فیلم‌هایی که وی در آن‌ها نقش داشته است، می‌توان به مشکل پردردسر اشاره نمود.